# Mi lưng đen
Mi lưng đen (danh pháp hai phần: Heterophasia melanoleuca) là một loài chim trong họ Leiothrichidae.